# Emmenosperma alphitonoides
Emmenosperma alphitonoides är en brakvedsväxtart som beskrevs av F. Müll.. Emmenosperma alphitonoides ingår i släktet Emmenosperma och familjen brakvedsväxter. Inga underarter finns listade i Catalogue of Life.

## Bildgalleri

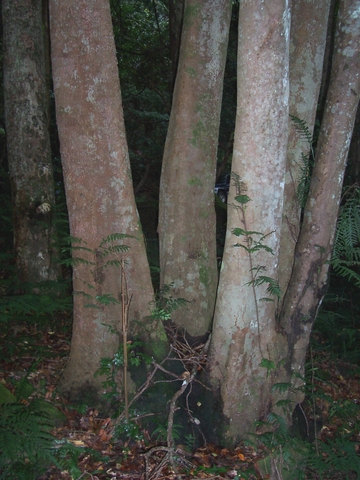
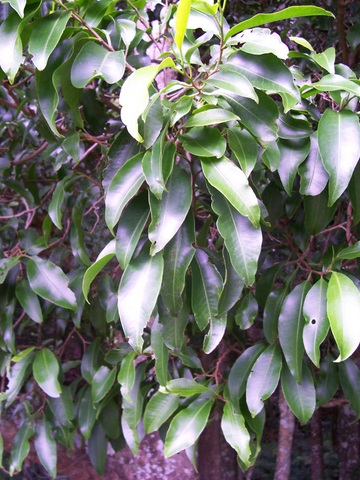